# 乌哺鸡竹
乌哺鸡竹（学名：Phyllostachys vivax）为禾本科刚竹属下的一个种。

## 扩展阅读
- 維基物種上的相關：乌哺鸡竹